# Lukas Görtler
Lukas Görtler, né le 15 juin 1994 à Bamberg en Allemagne, est un footballeur allemand qui joue en faveur du club suisse du FC Saint-Gall en Super League.

## Biographie

### Jeunesse
Lukas Görtler est né le 16 juin 2015 à Bamberg en Bavière. Il a un frère, Nicolas Görtler (de), qui est lui aussi footballeur professionnel. Durant sa formation il passe par les centres de formation de différents clubs bavarois dont le 1. FC Nuremberg et le 1. FC Eintracht Bamberg et permet à son équipe de terminer à la 13e place.

### Début au 1. FC Eintracht Bamberg (2012-2014)
Pour la saison 2012-2013, il rejoint le 1. FC Eintracht Bamberg qui dispute le championnat de Regionalliga Bayern la quatrième division allemande. Pour sa première saison en sénior il dispute 29 matchs et marque 2 buts. Pour sa seconde saison, il dispute 31 matchs de championnat et marque 8 buts permettant à son équipe de terminer à la 10e place.

### Passage au Bayern Munich (2014-2015)
Lors de son passage au Bayern Munich il joue essentiellement avec l'équipe réserve du club le Bayern Munich II en Regionalliga Bayern le quatrième niveau du football allemand. Cependant, durant son unique saison au club il dispute un match avec l'équipe une en Bundesliga le 2 mai 2015 lors d'une opposition à l'extérieur contre le Bayer Leverkusen. Il rentre en jeu à la 72e minute en remplacement de Claudio Pizarro et ne peut empêcher la défaite de son équipe. Ce match lui permet d'être sacré champion d'Allemagne 2014-2015.

### 1. FC Kaiserslautern (2015-2017)

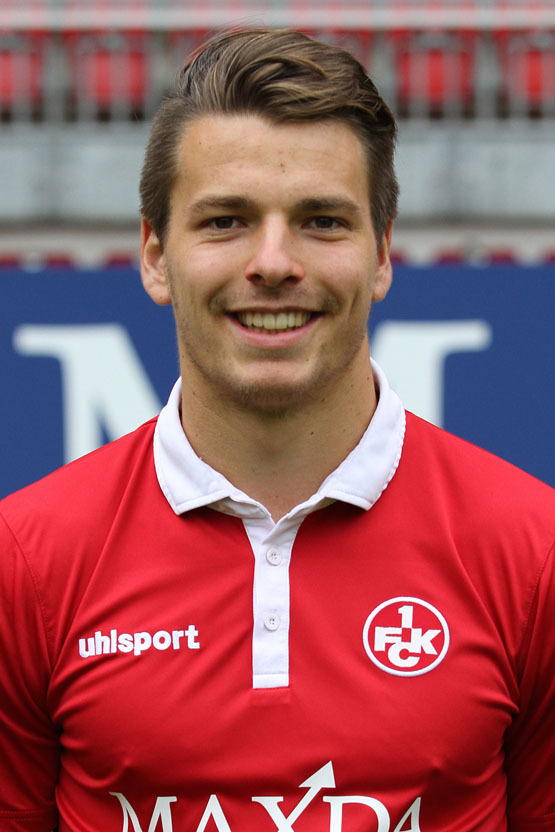
Lukas Görtler au 1. FC Kaiserslautern en 2015

Le 16 juin 2015, Lukas signe un contrat de trois ans au 1. FC Kaiserslautern en 2. Bundesliga. Dès le 31 juillet 2015, Lukas Görtler dispute son premier match avec le 1. FC Kaiserslautern lors d'un match à domicile contre le Eintracht Brunswick. Il rentre en jeu à la 46e minute.
Lors de sa première saison au 1. FC Kaiserslautern il dispute 18 matchs de championnat et marque 2 buts et permet à son équipe de finir à la 10e place de 2. Bundesliga pour la saison 2015-2016.
Pour sa deuxième saison au 1. FC Kaiserslautern, Lukas Görtler dispute 23 matchs de championnat et permet à son équipe de terminer à la 13e place de 2. Bundesliga.

### FC Utrecht (2017-2019)
Lukas Görtler s'engage, le 3 août 2017, avec le FC Utrecht en Eredivisie et signe un contrat de trois ans. Avec se départ Lukas va pour la première fois découvrir un championnat étranger et participer à la Ligue Europa pour son édition 2017-2018. Il fait ses débuts avec son nouveau club lors d'un match à domicile en Ligue Europa contre les russes du Zénith Saint-Pétersbourg en rentrant en jeu à la 79e minute en remplacement de Gyrano Kerk. Il est titulaire avec son nouveau club dès le 20 août 2017 pour un match de championnat à domicile contre le club de Willem II Tilburg. Lukas participe à la victoire 2-0 de son équipe en réalisant deux passes décisives.
Pour sa première saison avec le FC Utrecht, Lukas Görtler participe à 31 matchs toutes compétitions confondues et marque deux buts. Avec son club, il va terminer à la 5e place du championnat cependant, ils vont échouer en finale des barrages pour la Ligue Europa face au Vitesse Arnhem.
Lukas Görtler a plus de difficulté pour sa seconde saison et ne dispute que 14 matchs de championnat. Cependant, après que le FC Utrecht est terminé à la 6e place, il participe à la victoire de son équipe lors des barrages pour la Ligue Europa.

### FC Saint-Gall (depuis 2019)
Le 8 juillet 2019, Lukas Görtler signe dans le club suisse du FC Saint-Gall qui dispute la Super League la première division suisse pour la saison 2019-2020. Il dispute son premier match en Suisse le 20 juillet 2019 lors d'une rencontre à domicile contre le FC Lucerne. Il est titulaire au milieu de terrain lors de ce match et ne peut empêcher la défaite de son équipe 0-2.
Pour sa première saison en Suisse, il dispute 34 matchs en championnat et permet à son équipe de se hisser à la deuxième place et de se qualifier pour la Ligue Europa 2020-2021. Avec 13 passes décisives il est le meilleur passeur de la Raiffeisen Super League 2019-2020.

## Statistiques
| Saison                | Club                  | Championnat           | Championnat | Championnat | Championnat | Coupe(s) nationale(s) | Coupe(s) nationale(s) | Coupe(s) nationale(s) | Compétition(s) continentale(s) | Compétition(s) continentale(s) | Compétition(s) continentale(s) | Compétition(s) continentale(s) | Total | Total | Total |
| Saison                | Club                  | Division              | M.          | B.          | P.d.        | M.                    | B.                    | P.d.                  | Comp.                          | M.                             | B.                             | P.d.                           | M.    | B.    | P.d.  |
| 2012-2013             | Eintracht Bamberg     | Regionalliga Bayern   | 29          | 2           | 0           | -                     | -                     | -                     | -                              | -                              | -                              | -                              | 29    | 2     | 0     |
| 2013-2014             | Eintracht Bamberg     | Regionalliga Bayern   | 31          | 8           | 0           | -                     | -                     | -                     | -                              | -                              | -                              | -                              | 31    | 8     | 0     |
| Sous-total            | Sous-total            | Sous-total            | 60          | 10          | 1           | -                     | -                     | -                     | -                              | -                              | -                              | -                              | 60    | 10    | 1     |
| 2014-2015             | Bayern Munich II      | Regionalliga Bayern   | 27          | 11          | 6           | -                     | -                     | -                     | -                              | -                              | -                              | -                              | 27    | 11    | 6     |
| 2014-2015             | Bayern Munich         | 1. Bundesliga         | 1           | 0           | 0           | -                     | -                     | -                     | -                              | -                              | -                              | -                              | 1     | 0     | 0     |
| Sous-total            | Sous-total            | Sous-total            | 28          | 11          | 6           | -                     | -                     | -                     | -                              | -                              | -                              | -                              | 28    | 11    | 6     |
| 2015-2016             | 1. FC Kaiserslautern  | 2. Bundesliga         | 18          | 2           | 2           | 1                     | 0                     | 0                     | -                              | -                              | -                              | -                              | 19    | 2     | 2     |
| 2016-2017             | 1. FC Kaiserslautern  | 2. Bundesliga         | 23          | 0           | 1           | 1                     | 0                     | 0                     | -                              | -                              | -                              | -                              | 24    | 0     | 1     |
| Sous-total            | Sous-total            | Sous-total            | 41          | 2           | 3           | 2                     | 0                     | 0                     | -                              | -                              | -                              | -                              | 43    | 2     | 3     |
| 2017-2018             | FC Utrecht            | Eredivisie            | 23+4        | 1           | 2           | 2                     | 1                     | 1                     | C3                             | 2                              | 0                              | 0                              | 31    | 2     | 3     |
| 2018-2019             | FC Utrecht            | Eredivisie            | 14+4        | 0           | 2           | 3                     | 0                     | 0                     | -                              | -                              | -                              | -                              | 21    | 0     | 2     |
| Sous-total            | Sous-total            | Sous-total            | 45          | 1           | 4           | 5                     | 1                     | 1                     | -                              | 2                              | 0                              | 0                              | 52    | 2     | 5     |
| 2019-2020             | FC Saint-Gall         | Super League          | 34          | 3           | 13          | 2                     | 0                     | 1                     | -                              | -                              | -                              | -                              | 36    | 3     | 14    |
| 2020-2021             | FC Saint-Gall         | Super League          | 21          | 1           | 3           | -                     | -                     | -                     | C3                             | 1                              | 0                              | 0                              | 22    | 1     | 3     |
| Sous-total            | Sous-total            | Sous-total            | 55          | 4           | 16          | 2                     | 0                     | 1                     | -                              | 1                              | 0                              | 0                              | 58    | 4     | 17    |
| Total sur la carrière | Total sur la carrière | Total sur la carrière | 229         | 28          | 30          | 9                     | 1                     | 2                     | -                              | 3                              | 0                              | 0                              | 241   | 29    | 32    |

## Palmarès de joueur
| Bayern Munich - Championnat d'Allemagne (1) : - Champion : 2014-15. |